# Karonge (vattendrag, lat -3,59, long 29,34)
Karonge är ett vattendrag i Burundi. Det ligger i den västra delen av landet, 23 kilometer söder om huvudstaden Bujumbura.
Runt Karonge är det tätbefolkat, med 276 invånare per kvadratkilometer.